# Пасторки
Пасторки — деревня в Велижском районе Смоленской области России. Входит в состав Заозерского сельского поселения. По состоянию на 2007 год постоянного населения не имеет. 
Расположена в северо-западной части области в 28 км к востоку от Велижа, в 28 км северо-восточнее автодороги Р133 Смоленск — Невель. В 98 км южнее деревни расположена железнодорожная станция Куприно на линии Смоленск — Витебск. 

## История
В годы Великой Отечественной войны деревня была оккупирована гитлеровскими войсками в июле 1941 года, освобождена в сентябре 1943 года. 